# Collegio plurinominale Lombardia 3 - 02 (2017)
Il collegio elettorale plurinominale Lombardia 3 - 02 è stato un collegio elettorale plurinominale della Repubblica Italiana per l'elezione della Camera tra il 2017 ed il 2022.

## Territorio
Come previsto dalla legge elettorale italiana del 2017, il collegio era stato definito tramite decreto legislativo all'interno della circoscrizione Lombardia 3.
Il collegio comprendeva la zona definita dai quattro collegi uninominali Lombardia 3 - 05 (Bergamo), Lombardia 3 - 06 (Albino), Lombardia 3 - 07 (Treviglio) e Lombardia 3 - 08 (Romano di Lombardia).

## Dati elettorali

### XVIII legislatura
Come previsto dalla legge elettorale, 386 deputati erano eletti in 63 collegi plurinominali con ripartizione proporzionale a livello nazionale tra le coalizioni e le singole liste che avessero superato la soglia di sbarramento stabilita.
Nel collegio venivano eletti 13 deputati.
| Liste          | Liste                               | Proporzionale | Proporzionale | Proporzionale | Maggioritario | Maggioritario | Maggioritario |  |
| Liste          | Liste                               | Voti          | %             | Seggi         | Voti          | %             | Seggi         |  |
| -------------- | ----------------------------------- | ------------- | ------------- | ------------- | ------------- | ------------- | ------------- |  |
|                | Lega                                | 230 098       | 35,36         | 3             | 346 965       | 53,32         | 4             |  |
|                | Forza Italia                        | 84 564        | 12,99         | 1             | 346 965       | 53,32         | 4             |  |
|                | Fratelli d'Italia                   | 26 879        | 4,13          | 1             | 346 965       | 53,32         | 4             |  |
|                | Noi con l'Italia – UDC              | 5 424         | 0,83          | –             | 346 965       | 53,32         | 4             |  |
|                | Partito Democratico                 | 133 560       | 20,52         | 2             | 153 922       | 23,65         | –             |  |
|                | +Europa                             | 15 704        | 2,41          | –             | 153 922       | 23,65         | –             |  |
|                | Civica Popolare                     | 2 553         | 0,39          | –             | 153 922       | 23,65         | –             |  |
|                | Italia Europa Insieme               | 2 105         | 0,32          | –             | 153 922       | 23,65         | –             |  |
|                | Movimento 5 Stelle                  | 111 900       | 17,20         | 2             | 111 900       | 17,20         | –             |  |
|                | Liberi e Uguali                     | 14 522        | 2,23          | –             | 14 522        | 2,23          | –             |  |
|                | CasaPound                           | 6 712         | 1,03          | –             | 6 712         | 1,03          | –             |  |
|                | Potere al Popolo!                   | 5 930         | 0,91          | –             | 5 930         | 0,91          | –             |  |
|                | Il Popolo della Famiglia            | 4 916         | 0,76          | –             | 4 916         | 0,76          | –             |  |
|                | Italia agli Italiani (FN - MSFT)    | 3 106         | 0,48          | –             | 3 106         | 0,48          | –             |  |
|                | Grande Nord                         | 2 230         | 0,34          | –             | 2 230         | 0,34          | –             |  |
|                | Partito Repubblicano Italiano – ALA | 556           | 0,09          | –             | 556           | 0,09          | –             |  |
| Totale         | Totale                              | 650 759       | 100           | 9             | 650 759       | 100           | 4             |  |
|                |                                     |               |               |               |               |               |               |  |
| Schede bianche | Schede bianche                      | 9 776         | 1,46          |               |               |               |               |  |
| Schede nulle   | Schede nulle                        | 11 045        | 1,64          |               |               |               |               |  |
| Votanti        | Votanti                             | 671 580       | 79,85         |               |               |               |               |  |
| Elettori       | Elettori                            | 841 025       |               |               |               |               |               |  |

## Eletti

### Eletti nei collegi uninominali
Eletti nella coalizione di centro-destra (Lega - FI - FdI - NcI-UDC)
| Collegio uninominale   | Eletto | Eletto              | Partito |
| ---------------------- | ------ | ------------------- | ------- |
| 5. Bergamo             |        | Stefano Benigni     | FI      |
| 6. Albino              |        | Daniele Belotti     | Lega    |
| 7. Treviglio           |        | Cristian Invernizzi | Lega    |
| 8. Romano di Lombardia |        | Alessandro Sorte    | FI      |

1. ↑  In data 09.09.2019 aderisce al gruppo misto, non iscritti; in data 11.09.2019 alla componente «Cambiamo! - 10 Volte Meglio»; in data 17.12.2019 torna nei non iscritti; in data 18.12.2019 aderisce alla componente «Noi con l'Italia-USEI-Cambiamo!-Alleanza di Centro»; in data 16.02.2021 alla componente «Cambiamo!-Popolo Protagonista»; in data 27.05.2021 torna nei non iscritti; in data 17.05.2022 torna nel gruppo Forza Italia - Berlusconi Presidente.
2. ↑  In data 09.09.2019 aderisce al gruppo misto, non iscritti; in data 11.09.2019 alla componente «Cambiamo! - 10 Volte Meglio»; in data 17.12.2019 torna nei non iscritti; in data 18.12.2019 aderisce alla componente «Noi con l'Italia-USEI-Cambiamo!-Alleanza di Centro»; in data 16.02.2021 alla componente «Cambiamo!-Popolo Protagonista»; in data 27.05.2021 torna nei non iscritti; in data 30.11.2021 torna nel gruppo Forza Italia - Berlusconi Presidente.

### Eletti nella quota proporzionale
| Lega                                              | Movimento 5 Stelle      | Partito Democratico              | Forza Italia     | Fratelli d'Italia |
| ------------------------------------------------- | ----------------------- | -------------------------------- | ---------------- | ----------------- |
|                                                   |                         |                                  |                  |                   |
| Giulio Centemero Rebecca Frassini Alberto Ribolla | Guia Termini Devis Dori | Maurizio Martina Elena Carnevali | Gregorio Fontana | Guido Crosetto    |

1. ↑  In data 19.2.2021 aderisce al gruppo misto, non iscritti.
2. ↑  In data 12.07.2021 aderisce al gruppo Liberi e Uguali; in data 10.02.2022 al gruppo misto, componente «Europa Verde - Verdi Europei».
3. ↑  Dimissionario in data 20.01.2021; subentra il giorno successivo Giovanni Sanga, anch'egli dimissionario in data 13.4.2021; subentra il giorno successivo Graziella Leyla Ciagà.
4. ↑  Dimissionario in data 13.03.2019; subentra in data 15.3.2019 Lucrezia Mantovani.